# ヴィクトリア朝のバーレスク

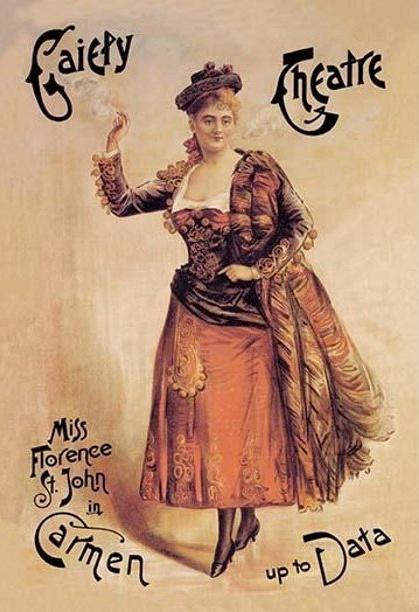
『当世カルメン』のフローレンス・セント・ジョン。

ヴィクトリア朝のバーレスク (英語: Victorian burlesque) は、19世紀半ばのヴィクトリア朝イングランド及びニューヨークの劇場で人気があった舞台エンタテイメントの一ジャンルである。時としてトラヴェスティやエクストラバガンザなどと呼ばれることもある。よく知られたオペラや古典戯曲、バレエなどを大ざっばな喜劇に翻案したパロディの一種で、通常はきわどい内容の音楽劇であり、原作の演劇的あるいは音楽的なコンヴェンションやスタイルを諷刺するものである。しばしば原作のテクストや音楽を引用し、パスティーシュにする。ヴィクトリア朝のバーレスクは、バーレスクの一種である。
バラッド・オペラ同様、バーレスクの音楽は人気のあった同時代の楽曲からオペラのアリアまで、幅広い音楽に拠っていたが、1880年代以降の後期のバーレスクではオリジナルの曲を使用することもあった。多くの演目はエクストラバガンザとして上演されていたため、ダンスが重要な役割を果たし、演出、衣装その他の脚色の見世物的要素が非常に注目されることとなった。男役の大部分は、肉体的魅力を見せるためにわざと女優がズボン役で演じており、老いた女性の役は男優が演じることもあった。
もともとは短い一幕物だったが、バーレスクはのちにもっと長い演目になり、一晩のプログラムのほとんどか全部を占めるようになった。バーレスクの作家としてはJ・R・プランシェ、H・J・バイロン、G・R・シムズ、F・C・バーナンド、ウィリアム・S・ギルバート、フレッド・レズリーなどがいる。

## 歴史
バーレスクはヴィクトリア朝の初め頃から人気を博すようになった。「バーレスク」("burlesque")という言葉はイタリア語の"burla"からきており、これは「あざけり、からかい」を意味する。『ニューグローヴ世界音楽大事典』によると、ヴィクトリア朝のバーレスクはパントマイムの冒頭に行うショーから発展したものである。他の先行例としては、新しい歌詞を既存の曲にあわせるバラッド・オペラがある。

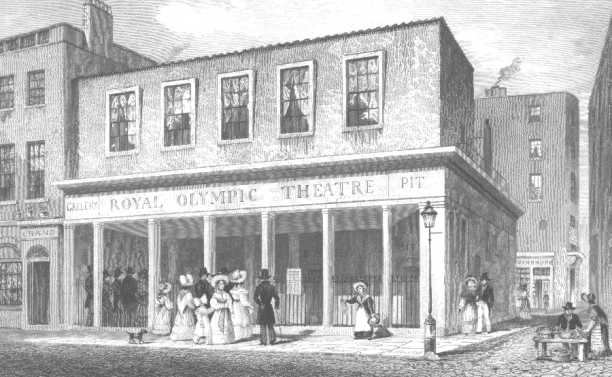
プランシェが『オリンピック・レヴェルズ』を提供したオリンピック座。

1831年にJ・R・プランシェの『オリンピック・レヴェルズ』(Olympic Revels)でこけら落とししたオリンピック座で、ルシア・エリザベス・ヴェストリスが制作した。ヴェストリスはバーレスクの制作・出演により「バーレスクの最初の大スター」と呼ばれている。こうした演目では、写実的な歴史的衣装やセットが、役者が演じる現代的なふだんの行動と対置され、大仰で古典的な主題の不調和や不条理から喜劇が創り出される。たとえば、『オリンピック・レヴェルズ』はオリンポスの神々が古代ギリシアの衣装でホイストをしているところからはじまる。初期のバーレスクでは、既にジョン・ゲイのバラッド・オペラである『ベガーズ・オペラ』などで行われていたように、歌詞が人気ある既存曲にあわせて書かれていた。ヴィクトリア朝のもっと後の時期になってからは、バーレスクはオペレッタ、ミュージックホール、レヴューを混ぜ合わせたものになり、大規模なバーレスクのショーの中にはエクストラバガンザと呼ばれるものも出てきた。イングランド風のバーレスクは1840年代に、マネージャーでコメディアンのウィリアム・ミッチェルによりニューヨークに持ち込まれ、成功をおさめた。ミッチェルは1839年12月に自分でオリンピック座を開いていた。もともとロンドンで上演されていた演目同様、ミッチェルのバーレスクはワンサポナタイム(Wunsuponatyme、「ムカシムカシ」)やネヴァーマインディツネイミア(Neverminditsnamia、「名前とか気にすんな国」)の王などばかばかしい名前のキャラクターを登場させ、街で当時流れていたあらゆる種類の音楽をからかうものだった。
あらゆる年齢・階級を対象としていたパントマイムと異なり、バーレスクはもっと狭い、非常に教養ある観客を対象としていた。ブラフ兄弟のような作家は保守的なミドルクラスの観客を対象とし、H・J・バイロンはロウアーミドルクラスに訴える力ゆえに成功した。バーレスクが最もよく主題として扱ったのはウィリアム・シェイクスピアの戯曲とグランド・オペラであった。1850年代以降、ロンドンの観客の間ではイタリア、フランス、のちにはドイツのオペラをバーレスク化したものが人気を得た。ジュゼッペ・ヴェルディの『イル・トロヴァトーレ』が1855年に、『椿姫』(ラ・トラヴィアータ)が1856年にそれぞれイギリスで初演されており、すぐ後にこうした作品をもとにするイギリス版のバーレスクが作られた。レスター・シルク・バッキンガムによる『カメレオン姫』(Our Lady of the Cameleon、椿を意味するカメリア"camelia"とカメレオンをひっかけている)とウィリアム・F・ヴァンダーヴェルのOur Traviataはどちらも1857年に上演され、その後に『イル・トロヴァトーレ』を扱う5本のバーレスク作品が作られた。そのうち2本はH・J・バイロンによるIll Treated Trovatore, or the Mother the Maiden and the Musicianer (1863) とIl Trovatore or Larks with a Libretto (1880)であった。ヴィンチェンツォ・ベッリーニ、ジョルジュ・ビゼー、ガエターノ・ドニゼッティ、シャルル・グノー、ジョージ・フレデリック・ヘンデル、ジャコモ・マイアベーア、ヴォルフガング・アマデウス・モーツァルト、ジョアキーノ・ロッシーニ、リヒャルト・ワーグナー、カール・マリア・フォン・ウェーバーなどのオペラもバーレスク化された。2003年にこれについてロベルタ・モンテモッラ・マーヴィンが行った研究では、「1880年代までには、ほとんどすべての本当に人気があったオペラはバーレスクの主題にされた」という。 

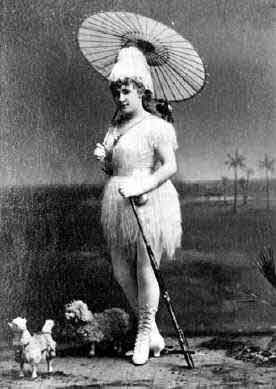
ロビンソン・クルーソーに扮するリディア・トンプソン。

ウィリアム・S・ギルバートはキャリア初期に5作のオペラバーレスクを書いており、『愛の妙薬』をもとにした『ダルカマラ、あるいはリトルダックとグレートカック』(Dulcamara, or the Little Duck and the Great Quack, 1866)が最初の作品で、マイアベーアの『悪魔のロベール』にもとづく『悪魔ロバート』(Robert the Devil, 1868)が最も成功した。1860年代末から70年代にはリディア・トンプソンがウィリー・エドウィンを含むバーレスク一座で、H・B・ファーニーやロバート・リースなどの作家が書いたバーレスク作品で有名になった。トンプソン率いるブリティッシュ・ブロンズ一座はイギリスのみならずアメリカ合衆国でツアーを行い、一世を風靡した。
シェイクスピア研究者のスタンリー・ウェルズは、シェイクスピアのパロディはシェイクスピアの生前にすら出回っていたが、シェイクスピアのバーレスク化の全盛期はヴィクトリア朝だと述べている。ウェルズによると典型的なヴィクトリア朝のシェイクスピアバーレスクは「シェイクスピア劇から出発し、そこから主に喜劇的で、しばしば原作戯曲に関係ないような作品を作る。ウェルズはテクストに引っかけた洒落の例として、マクベスとバンクォーが最初に傘をさして入ってくるところをあげている。魔女たちが「万歳！万歳！万歳！」("Hail! hail! hail!"、「ヘイル！ヘイル！ヘイル！」)と挨拶すると、マクベスがバンクォーに「高貴な領主よ、このあいさつはどういう意味だろう？」とたずね、「この降ってくる『雹』("Hail"、ヘイル)があなたの『支配』("reign"、レイン、雨を表す"rain"とのひっかけ)の前触れなんだ」と言われる。音楽的には、シェイクスピアのバーレスクはこのジャンルの他の作品同様さまざまなものを含む。1859年の『ロミオとジュリエット』のバーレスクには23曲が使われ、『ドン・パスクワーレ』のセレナーデのようなオペラの曲や伝統的なエア、当時人気のあった"Buffalo Gals"や"Nix my Dolly"のような曲を含む。

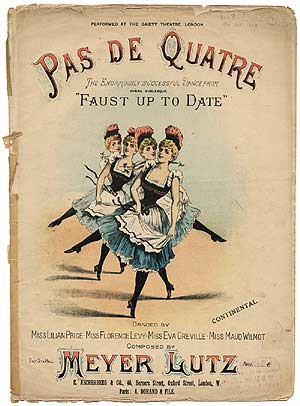
『当世ファウスト』の楽譜。

バーレスク作品の会話はふつう二行連句で書かれるか、それよりも少ないが場合によってはブランクヴァースのような他の詩型で書かれることもあった。『当世ファウスト』(Faust up to Date, 1888)などに代表される作品は、寒いシャレで有名であった
『ニューグローヴ世界音楽大事典』によると、「バーレスクにほぼ欠かせない要素としては、タイツを履いたズボン役の魅力的な女性を見せることがあった」が、「演目自体はふつう、そこまで猥褻な傾向があったわけではない」。もっと厳しい評価をした同時代の批評家もいた、1885年の記事で、批評家トマス・ヘイワードはプランシェが「空想的で優雅」、ギルバートは「機知に富み、決して下品にならない」と褒めているが、ジャンル全体については「けばけばしく、『脚線美が売り』」で「公衆の趣味にいやしい影響を与える」と批判している。ギルバート自身はバーレスクの価値について、出来の悪いものを批判する一方、アリストパネスやフランソワ・ラブレーなどを引いて良いものもあるとしている。

## ジェンダーの逆転と女性のセクシュアリティ

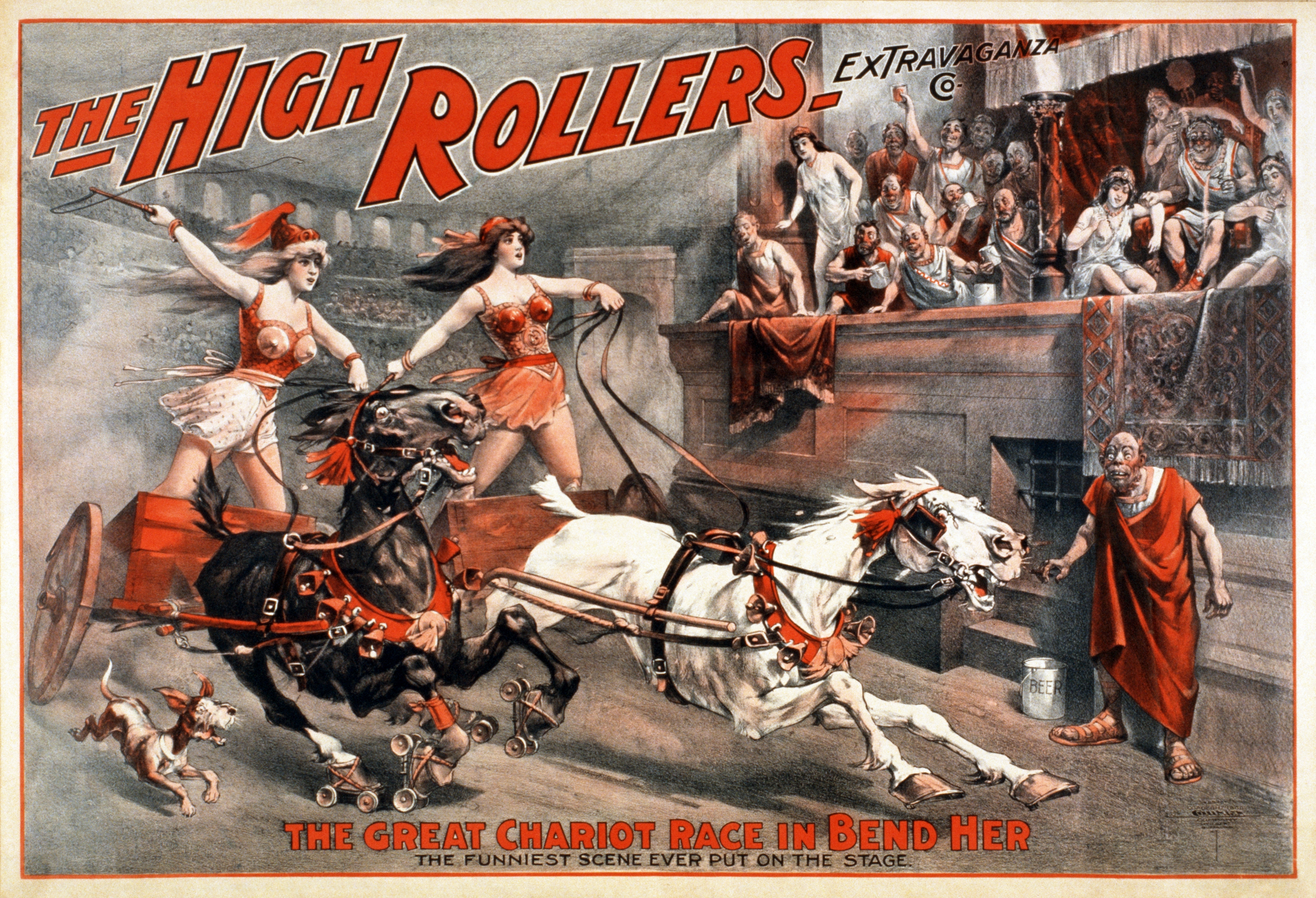
1900年頃、『ベン・ハー』にもとづくアメリカのバーレスク演目。

バーレスクの女優はよく、女性が演じる男役であるズボン役を担った。同様に男性が老いた女性の役を演じ始めるようになった。こうしたジェンダーの逆転のせいで、観客は芝居の道徳的内容から距離を置き、カタルシスよりも楽しさやエンタメントに集中できるようになったが、これによりバーレスクは新古典主義的な思考からは大きくかけ離れていくこととなった。
ヴィクトリア朝のバーレスクにおける女性のセクシュアリティの表現は、ヴィクトリア朝の文化においてパフォーマーとしての女性と、性的対象としての女性が接続される例であった。舞台芸術史において、女性の舞台への参加はよく疑問に付されてきた。ヴィクトリア朝の文化において、賃金支払いを受けている女性によるパフォーマンスというのは、「主要な収入源ではないにしても、演劇界で働くほとんどの女性が手を染めていた」売春と密接に結びついたものとして見なされていた。

## ゲイエティ座

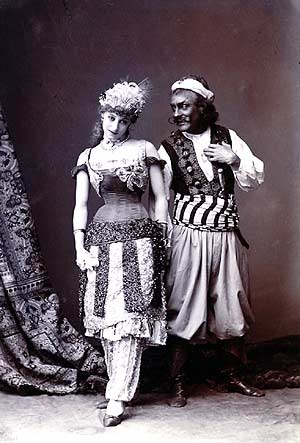
1880年、ゲイエティ座に出演するケイト・ヴォーンとE・W・ロイス。

バーレスクは1860年代から1890年代初めにかけて、ロイヤル・ストランド座とゲイエティ座の呼び物となった。1860年代から1870年代にかけてのバーレスクは通常、一時間以下の一幕物だった。ネリー・ファレンはゲイエティ座で1868年から「看板男役」として出演し、ジョン・ドーバンはこの年から1891年までここでバーレスクの振付を担当した。エドワード・オコナー・テリーや、スカートダンスで有名なケイト・ヴォーンも1876年に劇場に入った。初期のゲイエティ座のバーレスク演目にはW・S・ギルバートの『悪魔ロバート』(Robert the Devil, 1868), The Bohemian G-yurl and the Unapproachable Pole (1877)、Blue Beard (1882)、F・C・バーナンドのAriel (1883)、Galatea, or Pygmalion Reversed (1883)などがある。
1880年代には、コメディアンで作家のフレッド・レズリーがゲイエティ座に入り、メイヤー・ラッツやオズモンド・カーのような作曲家がバーレスクにオリジナルの楽曲を提供するようになり、作品は二幕あるいは三幕形式をとる長編に成長していった。こうした後期ゲイエティ座のバーレスクにはファレンとレズリーが出演した。「A・C・トー」という筆名で書かれたレズリーのリブレットを使うことがよくあった。通常はラッツによるオリジナルの楽曲が使われた。Little Jack Sheppard (1885)、Monte Cristo, Jr. (1886)、Pretty Esmeralda (1887)、Frankenstein, or The Vampire's Victim (1887)、Mazeppa、『当世ファウスト』(Faust up to Date, 1888)などがある。 『リューイ・ブラスと無関心な遊び人』(Ruy Blas and the Blasé Roué, 1889)はヴィクトル・ユーゴーの戯曲『リュイ・ブラース』をからかうものだった。タイトルは"Ruy Blas"と" Blasé Roué"の音の類似にひっかけたシャレで、シャレが寒いものであるほど、ヴィクトリア朝の観客は喜んだ。ゲイエティ座で再度に上演されたバーレスクは Carmen up to Data (1890)、Cinder Ellen up too Late (1891)、エイドリアン・ロス作詞のDon Juan (1892)である。
1890年代初頭にファレンが引退し、レズリーは亡くなった。ゲイエティ座や他のバーレスク劇場が新しいジャンルであるエドワード朝風ミュージカル・コメディに重点を移していくにつれて、ロンドンではバーレスク音楽劇が流行遅れになっていった。1896年にシーモア・ヒックスはバーレスクの死を宣言し、引退にあたりネリー・ファレンもこの判断を支持した。